# Спецификация (шаблон проектирования)

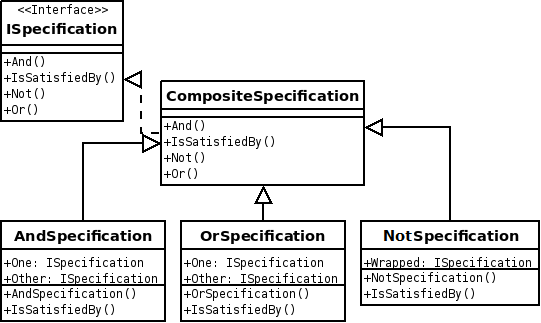
Шаблон проектирования «Спецификация» в виде UML диаграммы

«Спецификация» в программировании  — это шаблон проектирования, посредством которого представление правил бизнес-логики может быть преобразовано в виде цепочки объектов, связанных операциями булевой логики.
Этот шаблон выделяет такие спецификации (правила) в бизнес-логике, которые подходят для «сцепления» с другими. Объект бизнес-логики наследует свою функциональность от абстрактного агрегирующего класса CompositeSpecification, который содержит всего один метод IsSatisfiedBy, возвращающий булево значение. После инстанцирования объект объединяется в цепочку с другими объектами. В результате, не теряя гибкости в настройке бизнес-логики, мы можем с лёгкостью добавлять новые правила.

## Примеры кода

### C#
```
    
public
 
interface
 
ISpecification

    
{

        
bool
 
IsSatisfiedBy
(
object
 
candidate
);

        
ISpecification
 
And
(
ISpecification
 
other
);

        
ISpecification
 
Or
(
ISpecification
 
other
);

        
ISpecification
 
Not
();

    
}

    
public
 
abstract
 
class
 
CompositeSpecification
 
:
 
ISpecification
 

    
{

	    
public
 
abstract
 
bool
 
IsSatisfiedBy
(
object
 
candidate
);

        
public
 
ISpecification
 
And
(
ISpecification
 
other
)
 

        
{

            
return
 
new
 
AndSpecification
(
this
,
 
other
);

        
}

        
public
 
ISpecification
 
Or
(
ISpecification
 
other
)
 

        
{

            
return
 
new
 
OrSpecification
(
this
,
 
other
);

        
}

        
public
 
ISpecification
 
Not
()
 

        
{

           
return
 
new
 
NotSpecification
(
this
);

        
}

    
}

    
public
 
class
 
AndSpecification
 
:
 
CompositeSpecification
 

    
{

        
private
 
ISpecification
 
One
;

        
private
 
ISpecification
 
Other
;

        
public
 
AndSpecification
(
ISpecification
 
x
,
 
ISpecification
 
y
)
 

        
{

            
One
 
=
 
x
;

            
Other
 
=
 
y
;

        
}

        
public
 
override
 
bool
 
IsSatisfiedBy
(
object
 
candidate
)
 

        
{

            
return
 
One
.
IsSatisfiedBy
(
candidate
)
 
&&
 
Other
.
IsSatisfiedBy
(
candidate
);

        
}

    
}

    
public
 
class
 
OrSpecification
 
:
 
CompositeSpecification

    
{

        
private
 
ISpecification
 
One
;

        
private
 
ISpecification
 
Other
;

        
public
 
OrSpecification
(
ISpecification
 
x
,
 
ISpecification
 
y
)
 

        
{

            
One
 
=
 
x
;

            
Other
 
=
 
y
;

        
}

        
public
 
override
 
bool
 
IsSatisfiedBy
(
object
 
candidate
)
 

        
{

            
return
 
One
.
IsSatisfiedBy
(
candidate
)
 
||
 
Other
.
IsSatisfiedBy
(
candidate
);

        
}

    
}

    
public
 
class
 
NotSpecification
 
:
 
CompositeSpecification
 

    
{

        
private
 
ISpecification
 
Wrapped
;

        
public
 
NotSpecification
(
ISpecification
 
x
)
 

        
{

            
Wrapped
 
=
 
x
;

        
}

        
public
 
override
 
bool
 
IsSatisfiedBy
(
object
 
candidate
)
 

        
{

            
return
 
!
Wrapped
.
IsSatisfiedBy
(
candidate
);

        
}

    
}

```

### C# 3.0, упрощённый через шаблоны иметоды расширения
```
    
public
 
interface
 
ISpecification
<
TEntity
>

    
{

        
bool
 
IsSatisfiedBy
(
TEntity
 
entity
);

    
}

    
internal
 
class
 
AndSpecification
<
TEntity
>
 
:
 
ISpecification
<
TEntity
>

    
{

        
private
 
readonly
 
ISpecification
<
TEntity
>
 
_spec1
;

        
private
 
readonly
 
ISpecification
<
TEntity
>
 
_spec2
;

        
protected
 
ISpecification
<
TEntity
>
 
Spec1

        
{

            
get

            
{

                
return
 
_spec1
;

            
}

        
}

        
protected
 
ISpecification
<
TEntity
>
 
Spec2

        
{

            
get

            
{

                
return
 
_spec2
;

            
}

        
}

        
internal
 
AndSpecification
(
ISpecification
<
TEntity
>
 
spec1
,
 
ISpecification
<
TEntity
>
 
spec2
)

        
{

            
if
 
(
spec1
 
==
 
null
)

                
throw
 
new
 
ArgumentNullException
(
"spec1"
);

            
if
 
(
spec2
 
==
 
null
)

                
throw
 
new
 
ArgumentNullException
(
"spec2"
);

            
_spec1
 
=
 
spec1
;

            
_spec2
 
=
 
spec2
;

        
}

        
public
 
bool
 
IsSatisfiedBy
(
TEntity
 
candidate
)

        
{

            
return
 
Spec1
.
IsSatisfiedBy
(
candidate
)
 
&&
 
Spec2
.
IsSatisfiedBy
(
candidate
);

        
}

    
}

    
internal
 
class
 
OrSpecification
<
TEntity
>
 
:
 
ISpecification
<
TEntity
>

    
{

        
private
 
readonly
 
ISpecification
<
TEntity
>
 
_spec1
;

        
private
 
readonly
 
ISpecification
<
TEntity
>
 
_spec2
;

        
protected
 
ISpecification
<
TEntity
>
 
Spec1

        
{

            
get

            
{

                
return
 
_spec1
;

            
}

        
}

        
protected
 
ISpecification
<
TEntity
>
 
Spec2

        
{

            
get

            
{

                
return
 
_spec2
;

            
}

        
}

        
internal
 
OrSpecification
(
ISpecification
<
TEntity
>
 
spec1
,
 
ISpecification
<
TEntity
>
 
spec2
)

        
{

            
if
 
(
spec1
 
==
 
null
)

                
throw
 
new
 
ArgumentNullException
(
"spec1"
);

            
if
 
(
spec2
 
==
 
null
)

                
throw
 
new
 
ArgumentNullException
(
"spec2"
);

            
_spec1
 
=
 
spec1
;

            
_spec2
 
=
 
spec2
;

        
}

        
public
 
bool
 
IsSatisfiedBy
(
TEntity
 
candidate
)

        
{

            
return
 
Spec1
.
IsSatisfiedBy
(
candidate
)
 
||
 
Spec2
.
IsSatisfiedBy
(
candidate
);

        
}

    
}

    
internal
 
class
 
NotSpecification
<
TEntity
>
 
:
 
ISpecification
<
TEntity
>

    
{

        
private
 
readonly
 
ISpecification
<
TEntity
>
 
_wrapped
;

        
protected
 
ISpecification
<
TEntity
>
 
Wrapped

        
{

            
get

            
{

                
return
 
_wrapped
;

            
}

        
}

        
internal
 
NotSpecification
(
ISpecification
<
TEntity
>
 
spec
)

        
{

            
if
 
(
spec
 
==
 
null
)

            
{

                
throw
 
new
 
ArgumentNullException
(
"spec"
);

            
}

            
_wrapped
 
=
 
spec
;

        
}

        
public
 
bool
 
IsSatisfiedBy
(
TEntity
 
candidate
)

        
{

            
return
 
!
Wrapped
.
IsSatisfiedBy
(
candidate
);

        
}

    
}

    
public
 
static
 
class
 
ExtensionMethods

    
{

        
public
 
static
 
ISpecification
<
TEntity
>
 
And
<
TEntity
>
(
this
 
ISpecification
<
TEntity
>
 
spec1
,
 
ISpecification
<
TEntity
>
 
spec2
)

        
{

            
return
 
new
 
AndSpecification
<
TEntity
>
(
spec1
,
 
spec2
);

        
}

        
public
 
static
 
ISpecification
<
TEntity
>
 
Or
<
TEntity
>
(
this
 
ISpecification
<
TEntity
>
 
spec1
,
 
ISpecification
<
TEntity
>
 
spec2
)

        
{

            
return
 
new
 
OrSpecification
<
TEntity
>
(
spec1
,
 
spec2
);

        
}

        
public
 
static
 
ISpecification
<
TEntity
>
 
Not
<
TEntity
>
(
this
 
ISpecification
<
TEntity
>
 
spec
)

        
{

            
return
 
new
 
NotSpecification
<
TEntity
>
(
spec
);

        
}

    
}

```

## Пример использования
В следующем примере мы проверяем счета и отсылаем их в агентство по сбору платежей, если: они просрочены, ещё не были отправлены в агентство и покупателю было выслано предупреждение. Этот пример показывает, как правила «сцепляются» друг с другом.
Пример опирается на три спецификации: OverdueSpecification, которая верна, если счёт был выставлен более чем 30 дней назад, NoticeSentSpecification, которая верна, если покупателю было отослано 3 предупреждения, и InCollectionSpecification, проверяющая, что счёт ещё не отсылался в агентство по сбору платежей. Реализация этих классов не так важна.
Используя эти три спецификации, мы создаём новое правило SendToCollection, которое верно, если выполняются все три условия, описанные в предыдущем абзаце.
```
OverDueSpecification
 
OverDue
 
=
 
new
 
OverDueSpecification
();

NoticeSentSpecification
 
NoticeSent
 
=
 
new
 
NoticeSentSpecification
();

InCollectionSpecification
 
InCollection
 
=
 
new
 
InCollectionSpecification
();

// пример "сцепления" правил

ISpecification
<
Invoice
>
 
SendToCollection
 
=
 
OverDue
.
And
(
NoticeSent
).
And
(
InCollection
.
Not
());

InvoiceCollection
 
=
 
Service
.
GetInvoices
();

foreach
 
(
Invoice
 
currentInvoice
 
in
 
InvoiceCollection
)
 
{

    
if
 
(
SendToCollection
.
IsSatisfiedBy
(
currentInvoice
))
  
{

        
currentInvoice
.
SendToCollection
();

    
}

}

```